# Tom Berendsen
Tom Berendsen (ur. 11 kwietnia 1983 w Bredzie) – holenderski polityk, poseł do Parlamentu Europejskiego IX i X kadencji.

## Życiorys
Ukończył studia z zakresu administracji publicznej na Uniwersytecie w Tilburgu. Kształcił się także w Leuven. Od 2009 był pracownikiem delegacji Apelu Chrześcijańsko-Demokratycznego w Europarlamencie. W 2015 został konsultantem do spraw zrównoważonego rozwoju w PwC. Objął funkcję przewodniczącego chadeków w Bredzie. W wyborach w 2019 uzyskał mandat eurodeputowanego IX kadencji. W 2024 z powodzeniem ubiegał się o poselską reelekcję.